# Denis Halilović
Denis Halilović (Slovenj Gradec, 2 marzo 1986) è un allenatore di calcio ed ex calciatore sloveno, di ruolo difensore, vice tecnico del Koper.

## Palmarès

### Club

#### Competizioni nazionali
- Coppa di Slovenia: 1

Koper: 2014-2015